# 陳銘枢
陳 銘枢（ちん めいすう）は中華民国、中華人民共和国の軍人・政治家。国民政府（国民革命軍）の軍人で、粤軍（広東軍）の指揮官。後に、福建事変を主導し、中国国民党革命委員会にも参加した。字は真如。

## 事跡

### 初期の事跡
父が秀才となった家柄で、最初は陳銘枢も学問を志す。15歳で公館文治高等小学で学んだ。しかし、1906年（光緒32年）8月、黄埔陸軍小学第2期で学び、まもなく中国同盟会に加入した。1909年（宣統元年）、南京陸軍第4中学に入学した。辛亥革命の際には漢口に赴き、革命派の一員として戦った。中華民国成立後は、保定陸軍軍官学校第1期で学んでいる。
1913年（民国2年）の二次革命（第二革命）にも革命派として参戦したが、敗北して日本に亡命する。日本では、黄興が創始した大森浩然廬学校と、革命派が創設した政法学校で学習した。1915年（民国4年）に帰国する。同年12月に護国戦争（第三革命）が勃発すると、陳銘枢は護国軍に加わった。
1924年（民国13年）、陳銘枢は粤軍第1師参謀長兼第1旅旅長に就任した。翌年2月の第1次東征（陳炯明討伐）に参加して軍功をあげる。同年6月、劉震寰と楊希閔が中国国民党に叛くと、この討伐にも貢献した。7月に国民政府が成立し、国民革命軍に改組されると、陳は李済深率いる第4軍で参謀長兼第10師師長に就任した。10月の第2次東征にも参戦し、陳炯明軍を掃討した。

### 鉄軍指揮官
1926年（民国15年）5月、陳銘枢らの第4軍第10師は北伐に参加する。第4軍は各地で北方政府軍を破る。8月には、賀勝橋（湖北省）で呉佩孚軍と交戦し、激戦の末にこれを撃破して賀勝橋を占拠した。この時の勇猛果敢な戦いぶりから、李・陳らが率いる第4軍は「鉄軍」と呼ばれる栄誉を得ている。
同年10月、陳銘枢は武漢衛戍司令に任命された。また、その部隊は第11軍に拡充されて軍長に昇進した。その後の国民政府内の権力闘争では、陳は蔣介石を支持した。1928年（民国17年）2月に広州政治分会委員、さらに同年12月には広東省政府主席に就任し、第8路軍総指揮陳済棠と軍政双頭体制で広東を統治し始めた。その後も、1930年（民国19年）の中原大戦までは、陳銘枢は引き続き蔣を支持し、陳済棠と協力して反蔣派を撃破した。また、この時に、陳銘枢の部下である蔣光鼐・蔡廷鍇に、第19路軍を組織させている。
しかし、1931年（民国20年）から始まった中国共産党討伐において、蔣介石により動員された第19路軍は苦戦に陥って大きく兵力を損なった。これにより、蔣の軍事指揮能力に疑問を抱いた陳銘枢は、蔡元培らと結んで、反蔣挙兵を行おうと目論む。しかし同年9月の満洲事変勃発に伴い、各勢力は大同団結に至った。
陳銘枢は、京滬衛戍司令長官として、第19路軍を統率し、上海の防衛を担当した。12月には蔣が下野し、1932年（民国21年）元旦に孫科が行政院院長に就任する。このとき、陳銘枢が行政院副院長を兼任した。しかし蔣の妨害は甚だしく、孫・陳は1月も持たずして辞任した（京滬衛戍司令長官には留任）。

### 福建事変

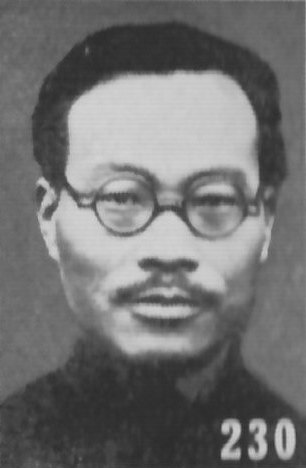
陳銘枢別影

同年1月28日より、第19路軍は上海で日本軍との戦闘に入り、3月1日まで33日間激戦を展開したが、力尽きて撤退した。しかし、この時の第19路軍の勇戦は国内からの賞賛を得るものであり、陳銘枢も京滬衛戍司令長官としてその栄誉に与った。ところが蔣は、安内を攘外に優先させる方針の下で、第19路軍を引き続き共産党討伐に用いようとする。そのため陳は、蔣に大きな不満を抱いた。この年に、陳は欧州へ視察に赴いている。
1933年（民国22年）5月、帰国した陳銘枢は、李済深ら反蔣介石派や第19路軍指揮官たちと連絡を取り合い、蜂起の準備を進めた。そして、同年11月20日、李・陳らは福州に福建人民政府（中華共和国）を創設した。陳は人民革命政府中央委員兼文化委員会主席、軍事委員会委員兼政治部主任などの職に就いた。また、生産人民党を組織し、その総書記に就任している。しかし、わずか2か月で蔣の反撃に遭って福建人民政府は崩壊し、第19路軍も解体され、陳は香港に逃げ込んだ。

### 晩年
その後も、陳銘枢は蔣介石の独裁政治を非難する活動を続けた。1948年（民国37年）元旦に、李済深が中国国民党革命委員会（民革）を組織すると、陳もこれに参加し、中央執行委員に選出された。
中華人民共和国成立後、陳は大陸に留まって、これに参加した。以後、民革常務委員、中南軍政委員会農林部部長、中南行政委員会副主席、全国人民代表大会常務委員、全国政治協商会議委員などを歴任した。しかし、1957年10月、反右派運動の中で、「右派分子」と認定されてしまった（1962年4月、右派認定を取り消され、1978年に完全な名誉回復）。
1965年5月15日、心臓病により北京にて死去。享年77（満75歳）。